# 小海子镇
小海子镇，是中华人民共和国内蒙古自治区乌兰察布市商都县下辖的一个乡镇级行政单位。

## 行政区划
小海子镇下辖以下地区：
丰韩村、张家村、田家村、八号村、任家村、郭家村、刘家村、麻尼卜村、宋家村、梁红村、河柳村、李家村、二道洼村、高勿素村、南梁村、水泉梁村、杜管营村、董家村、三太昌村、单坝营村、头号村、下井村、六号地村、八十五号村、三十四号村、西大井村、小海子村和向阳村。